# Gajny (Kraj Permski)
Gajny (ros. Гайны) – osiedle w Rosji, w Kraju Permskim, w Okręgu Komi-Permiackim, ośrodek administracyjny rejonu gajńskiego. W 2010 liczyło 4050 mieszkańców.